# Georges Pasquier
Georges Pasquier (11 de março de 1878 - ?) foi um ciclista profissional da França.
Foi o 8º colocado no Tour de France 1903.